# Oedura castelnaui
Oedura castelnaui (північний оксамитовий гекон) — вид геконоподібних ящірок родини диплодактилідів (Diplodactylidae). Ендемік Австралії. Вид названий на честь французького натураліста Франсіса Кастельно.

## Поширення й екологія
Північні оксамитові гекони мешкають на півострові Кейп-Йорк на північному сході Квінсленду. Вони живуть у сухих склерофітних лісах, рідколіссях та в тріщинах серед скель. Ведуть переважно деревний спосіб життя. Відкладають яйця, у кладці 2 яйця, інкубаційний період триває 60 днів.